# Dinastia carolíngia
A Dinastia Carolíngia é a designação dada ao período do reinado, durante a Idade Média, em grande parte da Europa, dos reis Francos que sucederam a Dinastia Merovíngia. Oficialmente inicia-se no ano 751, século VIII, com a promulgação, em ofício da Igreja Católica pelo Papa Zacarias, a Pepino, o Breve, como rei dos francos — de 751 a 768 (na história esta vem a ser a primeira investidura como soberano por determinação de um pontífice). Com a morte de Pepino, o Breve, assume o Trono o filho dele Carlos Magno após a morte prematura de seu irmão Carlomano. Carlos Magno executa várias conquistas e expande o reino para o Leste Europeu, que dominou uma vasta região, chegando até a atual Polônia. A dinastia dos reis carolíngios manteve o poder e soberania, regionalmente, nas atuais: Itália até o ano de 887, Alemanha até 911 e na França até 987.
O Reinado da Dinastia Carolíngia nas regiões da atual Itália compreende-se até Carlos, o Gordo que reunificou o império sendo assim o último imperador a reinar na Itália. Sobre a Regência dos Carolíngios na Itália até 911, data que se choca com o Tratado de Saint-Clair-sur-Epte, que foi uma negociação do rei Carlos, o simples, e Rollo líder dos vikings, para que ficassem com a Nêustria e vivessem em paz. Nesse mesmo ano a monarquia na Germânia se tornou eletiva, no qual os governantes dos ducados (duques) decidiam quem iria se tornar Rei. Por fim a dinastia “vai a óbito” com a morte de Luís V, que morre de causas incertas e passa o reinado para Hugo Capeto. Esses foram episódios que ilustram de forma gradativa a perda de território da Dinastia Carolíngia que levou ao seu esfacelamento.

## Dinastia carolíngia: 751 - 987
As datas referentes a esta dinastia devem ser interpretadas com cautela, uma vez que a cronologia da época permanece confusa para os historiadores.
- Pepino, o Breve (r. 751 - 768);
- Carlomano I de França (r. 768 - 771);
- Carlos Magno Carlos I (r. 768 – 800 como rei dos Francos e 800 - 814 como Imperador do Ocidente);
- Luís I, o Piedoso (r. 814 - 840);
- Carlos II, o Calvo (r. 843 - 877);
- Luís II, o Gago (r. 877 - 879);
- Luís III (r. 879 - 882);
- Carlomano (r. 882 - 884) irmão;
- Carlos, o Gordo (r. 884 - 887) neto de Luís I;
- Eudo de França (r. 888 - 898) neto de Luís I por via materna;
- Carlos, o Simples (r. 898 - 922) filho de Luís II;
- Roberto I (r. 922 - 923) irmão de Odo I por via paterna;
- Raul (r. 923 - 936) filho de Ricardo, o Justiceiro, Duque da Borgonha; e genro de Roberto;
- Luís IV (r. 936 - 954) filho de Carlos III;
- Lotário (r. 954 - 986);
- Luís V, o Indolente (r. 986 - 987);

## Origens

### O Surgimento do Reino Franco

O território do Reino Franco, com as expansões desde 481 até 814.

O historiador Perry Anderson fez uma análise sobre as invasões germânicas. Ele distingue duas ondas de invasões envolvendo várias tribos germânicas em que a primeira onda fragmentou o Império Ocidental, sua unidade econômica, política e militar, os responsáveis seriam os vândalos, alanos, visigodos e ostrogodos, burgúndios e suevos, porém, nesta primeira invasão não houve a criação de Estados “bárbaros” de longa duração. Segundo Anderson, foi a onda seguinte de invasões germânicas que determinou profundamente e de maneira permanente o último mapa do feudalismo ocidental. E é nesta segunda onda que encontramos os francos, que se estabeleceram quando Clóvis, o rei mais importante da dinastia merovíngia, domina os territórios que eram dos seus primos, os ripuários (francos das margens do Reno) e, em 491, quando submete os turíngios.
Na sua expansão pela Gália os francos tinham dois principais inimigos que eram os burgúndios e os visigodos. Estes foram mais fáceis de derrotar do que aqueles. Para derrotar os burgúndios houve várias expedições de conquistas e alianças (inclusive contra os visigodos derrotados em 507 e contra os alamanos, 506), os burgúndios são liquidados depois de duas expedições em 532-534 e 537, expulsando, também, de Provença os ostrogodos da Itália. A dinastia dos merovíngios durou quase três séculos (481-751), porém havia muito tempo que estes reis não detinham o poder, já não praticavam as atividades governamentais.
Como foi dito anteriormente, Clóvis foi o principal rei merovíngio, é atribuído a ele a unificação dos povos francos, a integração aos romanos, destruição do poder dos rivais e imposição da autoridade perante seus vizinhos, ainda ampliou as fronteiras até aos Pirenéus, o que fez com que ganhasse prestígio. Mário Curtis Giordani destaca alguns fatores importantes que contribuíram para que os carolíngios chegassem a formar um Império, entre eles estão:
- 1° O papel decisivo dos sucessores de Clóvis. É possível observar que a posição do reino dos francos (apesar das perturbações internas) não foi tão apagada. Vale ressaltar o apoio da população e da hierarquia católicas. A conversão dos francos pagãos diretamente ao catolicismo (e não através do arianismo) deu uma enorme força à sua atuação política.
- 2° A fraqueza dos reis merovíngios foi plenamente compensada pela atuação vigorosa dos mordomos de palácio com destaque para Carlos Martel e Pepino, o Breve, que veremos mais profundamente adiante.
- 3° A ascensão dessa poderosa família está vinculada à pouca habilidade e curta visão dos lombardos no trato com a Sé Apostólica. O conflito entre a monarquia lombarda e os pontífices é um fator preponderante que prepara o Império Carolíngio.
- 4° A fraqueza do domínio bizantino na Península Itálica e o problema religioso suscitado com a Sé Apostólica em virtude do iconoclasmo constituem também fatores decisivos na evolução dos acontecimentos.
- 5° A expansão muçulmana tem um lugar importante também. O prestígio de Carlos Martel, a fraqueza de Bizâncio e o próprio iconoclasmo são fatos que apresentam relação com o ímpeto conquistador dos árabes.
- 6° Por último, a própria personalidade de Carlos Magno que foi o homem certo a aparecer no momento histórico exato.

Ao major domus, o mordomo, cabia organizar o serviço e manter a disciplina nas casas da aristocracia. O palácio real dispunha também de um major domus. No século VII, ele se tornou chefe da administração. Já em meados do século, ele é o major Palatii, o ‘maior do palácio’. Na realidade, agora é ele quem governa. Em cada reino, encontra-se à frente dessa aristocracia o prefeito do palácio, que tem nas mãos as rédeas do governo, mantendo-se a ficção de um poder real que se baseia apenas na transmissão hereditária da descendência de Clóvis. A honra de ser prefeito do palácio só era dada para aquele que a conquistava seja pelos feitos de sua linhagem ou pelo tamanho de sua fortuna. Outro fator importante é a divisão de posses das famílias, desse modo, a terra partilhada ficava entre os homens da família e os bens móveis, como o gado, que poderia ser renovado ficava com as mulheres, portanto, as terras permaneciam ao mesmo sangue. Os reinos que compunham o reino franco eram bastante independentes e respondiam pouco ao rei merovíngio, isso somado ao ganho de forças do prefeito do palácio acarretou na “exclusão” do rei, pelo menos em questões governamentais.

### Os pepínidas
Os pepínidas começaram a partir de uma aliança com o então prefeito do palácio na Austrásia chamado Arnul, que posteriormente virou o bispo de Metz, porém, antes de fazer parte do clero Arnul deixou descendentes e, entre eles estava Ansegisel. Este se casou com Bega, filha de Pepino de Landen ou Pepino, o Velho, que se tornou prefeito do palácio depois de Arnul. Pepino de Landen era um dos mais ricos e influentes entre os grandes proprietários da Austrásia e Arnul possui muitos domínios e clientes em Metz e Verdun, ele é um dos líderes da aristocracia e tem grande reputação. Com o casamento entre Bega e Ansegisel, os pais pretendem formar uma aliança, pois a liderança de Pepino, o Velho, não era incontestável, no entanto, ele conseguiu apoio no personagem clérigo do bispo. Após a morte de Pepino de Landen (640), quem assumiu a prefeitura do palácio foi seu filho Grimoaldo. O filho de Pepino I quase pôs tudo a perder, como Sigeberto III tardava em ter um filho, Grimoaldo fez que ele adotasse o próprio filho, também chamado Grimoaldo, mas rebatizado, convenientemente, com o nome merovíngio de Quildeberto, porém, mais tarde o rei teve um filho. Quando Sigeberto III faleceu, Grimoaldo, o pai, mandou o herdeiro, Dagoberto II, para a Irlanda fazendo seu filho, Quildeberto, o Adotado, reinar por seis anos. Isso só foi possível porque o reino não era herança do primogênito, mas era dividido entre os filhos, o que quer dizer que existia outro rei. Portanto, o prefeito do palácio da Nêustria, Ebroíno, aproveitou a situação para liquidar o seu rival austrasiano e exigir a redistribuição do reino, pois possuíam autênticos reis merovíngios. As consequências para Grimoaldo foi a morte e seu filho foi levado para um monastério em 662.
Esse episódio infeliz parecia encerrar a história iniciada por Pepino I. Mas não foi bem assim. Ansegisel e Bega tinham tido um filho, também ele chamado de Pepino. Isso foi revelado em 679. Pepino II ou Pepino de Herstal – local entre Liége e Maestricht, onde Pepino II possuía um palácio e frequentava assiduamente – assume a prefeitura do palácio em 680. Ele enfrentou o mordomo da Nêustria e obteve vitória. Lutou contra Berchaire que saiu derrotado em 687, na cidade Tertry, próxima a Saint-Quentin. Pepino de Herstal se apoderou da pessoa do rei e do tesouro real. Além disso, ele deixa à frente da Nêustria seu filho Drogon e seu fiel Noberto; Pepino II estabelece, ainda, uma eficaz rede de relações entre o novo senhor do reino dos francos com a aristocracia e o clero da Nêustria casando Drogon com a viúva de Berchaire.
Segundo algumas crônicas citadas por Mário Curtis Giordani, no ano de 687 Pepino começou a reinar. E esse reinado durou vinte e sete anos. Os pepínidas deixavam os merovíngios reinar, contentando-se com a mordomia, mas tornam-na praticamente hereditária e transformam-na em uma forma de ditadura. Pepino II seguiu uma tríplice orientação para fortalecer o próprio poder pessoal em seu “reinado”: primeiro unificou a Nêustria e a Austrásia apagando a distinção de poder, impondo um rei a ambos; depois afastou, cuidadosamente, os reis das atividades governamentais; e terceiro, procurou que, nos casos de sucessão, se atribuísse a coroa àqueles cujos direitos fossem mais evidentes, não suscetíveis de maiores contestações. Desse modo, Pepino de Herstal ampliou sua influência política.

### Carlos Martel
Um rei ‘que nada fazia’ era concebível. Um prefeito do palácio que não fizesse nada era inconcebível, essa era a situação política pela qual passava os francos após a morte de Pepino de Herstal (714), porque seus dois filhos com Plectrude morreram antes dele, Drogon em 708 e Grimoaldo em 714, pouco antes do pai. O único herdeiro era o neto de Plectrude, filho de Grimoaldo, porém ele só tinha seis anos. Entretanto, Pepino II teve um filho bastardo chamado Carlos – que a história o conhecerá por Carlos Martel, pois gostava de usar um martelo em suas batalhas – que Plectrude mandou prender. Assim, a função real se encontrava em condições ruins, visto que cabia a crianças exercê-las, principalmente o cargo de prefeito do palácio já que seu poder necessita da capacidade de se impor e governar no lugar de um rei que não o fazia. Plectrude, por seu neto ser muito jovem, recorda os tempos das rainhas-regentes e deduz que ela assumirá as responsabilidades do reino da Austrásia; os neustrianos escolheram um prefeito do palácio para governar a Nêustria, assim foi eleito o aristocrata Rainfroi. Ele não tardou em atacar a Austrásia, Plectrude reagiu e o combateu em 26 de setembro de 715, em Saint-Jean-de-Cuise. Ela saiu derrotada e os vencedores tomaram a parte do tesouro acumulado por Pepino II que eles acreditavam que lhes cabiam. Neste momento, os frísios e os saxões, que eram inimigos dos austrasianos, deram apoio aos neustrianos.
Abriremos um espaço para destacar que, após Pepino II, a função de major domus encontrava-se desviada. Agora aquele que devia ser o primeiro colaborador do rei é escolhido pela aristocracia, dentro dela, e isso sem consultar o rei. Em 717, Carlos, filho bastardo de Pepino II com Albhaid, o Carlos Martel – o chamaremos assim por conveniência, para não o confundir com Carlos Magno –, à frente dos leudes (pode ser vassalos) da Austrásia bateu os frísios e os neustrianos caindo como uma luva para os austrasianos que logo o elegeu como chefe, por causa disso, Plectrude deixou de estar ligada a prefeitura do palácio, porque não ligava para os inimigos. Posteriormente, em 719, Carlos Martel repeliu o ataque de Eudes, duque da Aquitânia, que estava do lado da Nêustria, no entanto, o governo da Aquitânia foi conservado.

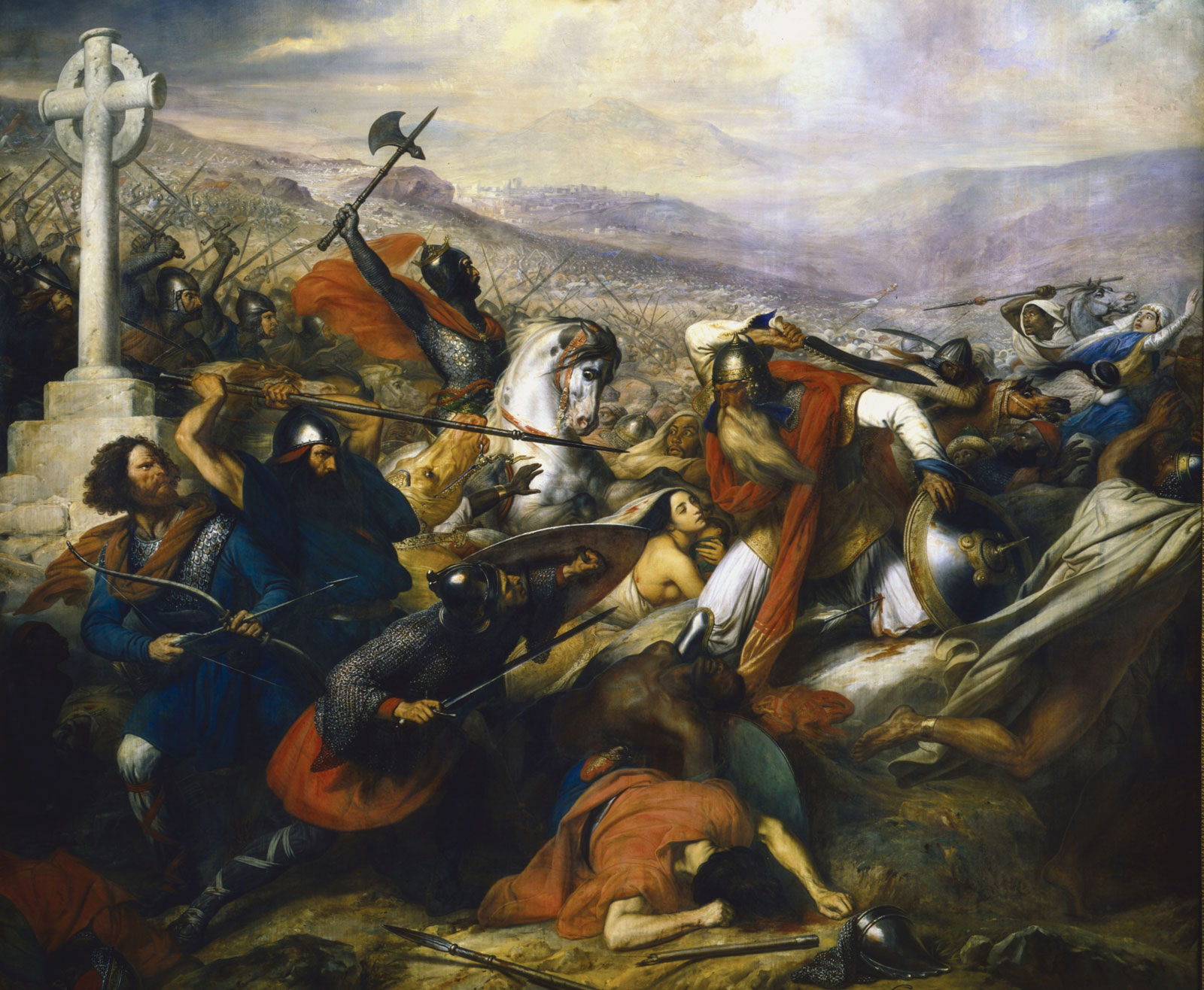
Batalha de Poitiers (732)

A expansão árabe atravessou a África e cruzou o estreito de Gibraltar chegando até à Península Ibérica e aos limes do reino dos francos, o responsável para enfrenta-los era o duque de Aquitânia, Eudes, mas ele se viu impotente diante daquela situação e, então, ele pediu a Carlos Martel que o ajudasse. Por sua vez, Carlos lutou bravamente e saiu vitorioso na batalha de Poitiers (732), no qual não só defendeu os territórios como fez com que os árabes sarracenos recuassem para o sul, além dos Pirenéus. E mais, para alguns historiadores, ele ainda defendeu o cristianismo no ocidente, se não fosse por Carlos Martel que interrompeu a expansão não só dos árabes, mas também do Islã. As nossas crenças e o nosso modo de viver seriam, provavelmente, totalmente diferentes de hoje. O fato essencial é que em 732 salvou, aos olhos dos contemporâneos, a Gália Cristã do perigo islâmico. Martelo foi o campeão da Cruz, o campeão da Latinidade. Em uma hora dramática, encarnou uma raça, uma fé, uma civilização.
Em seguida, o mordomo do palácio investiu em três campanhas sucessivas: Borgonha (733), na Aquitânia (735) e na Provença (739) fez com que aumentasse ainda mais seu poder sobre a Gália. No mesmo ano de 739 houve, ainda, uma embaixada do papa Gregório III pedindo que Carlos lutasse contra os lombardos que atacavam a Itália, mas ele se recusou. Quando Teodorico IV morreu (737), o fato passou despercebido e esqueceram de substituí-lo. Carlos Martel era o prefeito do palácio e ainda possuía o título de “duque e príncipe dos francos”, isso indica o mais alto grau de poder, porque ele é o primeiro, é o chefe. O príncipe é soberano, ele possui um poder de natureza diferente dos outros, ele é o intermediário político entre Deus e o povo. Contudo, Carlos não se precipitou, talvez porque não desejava tanto ser rei – ou ter tal título – e nem cometer o mesmo erro de Grimoaldo I. Carlos Martel morreu em 741, mas, antes disso, ele deixou o reino dividido em duas partes para seus dois filhos: Carlomano ficou com a Austrásia, Alemânia e Turíngia com suserania sobre a Baviera; e Pepino III ou Pepino, o Breve (porque ele era baixo), ficou a Nêustria, Provença e Borgonha com suserania a Aquitânia.

### Pepino, o Breve
Pepino, o Breve e Carlomano entenderam-se bem (algo raro à época) na Gália, entre irmãos que detinham grande soma de poderes. Ambos lutaram contra Hunaldo, duque Aquitânia, sucessor de Eudes. Liquidaram o último vestígio de independência que restava aos alamanos e obrigaram o duque Odilão da Baviera a fazer concessões. Também os saxões sentiram as consequências da unidade de ação dos dois irmãos. No entanto, a aliança entre irmãos durou pouco, pois, após o ataque aos alamanos, Carlomano se recolheu para um mosteiro em Monte Cassino, ele era um homem muito religioso e ficou com remorsos depois do massacre. Desse modo, Pepino, o Breve, se torna o único príncipe dos francos, em 747.
Pepino, o Breve, desejava se tornar rei, mas, para isso, ele precisava de uma justificativa que superasse a linhagem de sangue de Clóvis, que era utilizada pelos reis merovíngios. Pepino, o Breve, prepara a propaganda auxiliado pelos clérigos, isto é, os intelectuais que vão se transformar em teóricos do poder real, logo trataram de promover os carolíngios exaltando a santidade de um dos descendentes do príncipe dos francos, o Bispo de Metz, Arnulfo, depreciando a imagem dos reis merovíngios como preguiçosos, incompetentes e levianos. Na Assembleia geral dos grandes em Soissons (751), Pepino III conseguiu o apoio dos bispos francos, porém isso poderia ser invertido se o rei merovíngio realizasse outro concílio com outros bispos. Para fugir dessa situação de reversão, Pepino, o Breve, recorre ao papa, a figura que transcende a vida social e política em uma construção desejada por Deus e definida por santo Agostinho. É clara alusão a ordem divina. Fulrad, abade de Saint-Denis, e Burchard, bispo de Würzburg, perguntam, então, ao Papa Zacarias: seria bom ou ruim que existissem reis no reino franco que exercessem o poder? E a resposta do papa é a seguinte: é mais conveniente chamar de rei aquele que exerce efetivamente o poder, a fim de que a ordem não seja perturbada. Podemos notar na resposta do Papa Zacarias uma recusa em dizer explicitamente que Pepino, o Breve, deve ser rei, isso se dá porque na tradição romana quem nomeava o rei e o papa era o imperador, neste caso, o imperador bizantino, porém na tradição franca o povo é quem nomeia o rei. Pepino é nomeado rei em 751, no mesmo concílio de Soissons, ordenado pela autoridade apostólica. E Berta, sua esposa, reconhecida como rainha.
No primeiro ato, os clérigos que apoiam Pepino, o Breve, levam Quilderico III e Teodorico IV para Saint-Bertin e Saint-Wandrille, respectivamente. No segundo, o papa Estêvão II precisa de proteção, pois os lombardos estão atacando suas fronteiras e o imperador bizantino não possui recursos para protege-los. Vale ressaltar que esta aliança entre os francos e o papa só foi possível porque Bizâncio (Leão III e seu filho) “abriram um fosso” entre o oriente e ocidente, sem contar com a ajuda do imperador, o papa recorreu ao rei franco e, portanto, no século VII, os francos se opõem aos lombardos. E ainda mais, os prefeitos do palácio Carlos Martel e Pepino III lutaram pela consolidação do reino franco, o rei merovíngio nada fazia e cabia à força política e militar do prefeito manter as barreiras. Logo, o reino franco estava fragmentado, com nações quase independentes e que sofriam pressão de outros povos, como foi o caso com os árabes. Em contrapartida, Estêvão II, em 28 de julho de 754, concebeu a unção para Pepino, o Breve, e a seus filhos, Carlomano e Carlos – que seria chamado de Carlos Magno. A partir de agora, aqueles que tentassem usurpar o trono não enfrentariam o risco de morrer ou de ir para um convento, mas de ser excluído da igreja e perder a salvação eterna e embora o novo gesto tenha sido inventado, ele foi deliberadamente escolhido: é o signo da realeza desejada por Deus. Ungido e com o poder de rei nas mãos, Pepino, o Breve, se dispõe a unificar os três reinos – a Nêustria, a Austrásia e Borgonha – e um ducado, a Aquitânia, e assim formar o Reino Franco.
Pepino recebe o título de “patrício” – este título é de origem bizantina e é concedido pelo papa, já Clóvis tinha recebido o título de cônsul, que é de origem romana e era concedido pelo imperador –, isso significa que o fundador da dinastia carolíngia adquire, junto ao título, a função de ser o defensor oficial de Roma. Com o título, Pepino III consolida o poder já antigo, mas frágil dos carolíngios. Passou-se de uma disputa entre os descendentes de Clóvis pela realeza para uma disputa entre os pepínidas pela prefeitura do palácio.
Pepino, o Breve, morreu em setembro de 768, mas antes disso, assim como Carlos Martel, ele deixou o reino dividido para seus dois filhos: Carlomano ficou com a Alemânia, Alsácia, Borgonha, Provença, Septimânia e uma parte da Aquitânia; já Carlos ficou com a Nêustria, Austrásia e o restante da Aquitânia.

## Carlos Magno

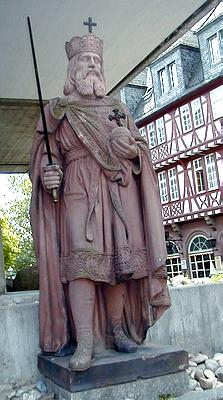
Estátua de Carlos Magno em Frankfurt.

Com a morte de Pepino, o Breve, os seus filhos, Carlos e Carlomano recebem o título em conjunto de Rei. Eles dividiram o reinado durante três anos, até a morte precoce de Carlomano. A partir de então, em 771, Carlos Magno assume a parte do reino que estava sob o domínio de seu irmão.
Carlos Magno é o mais famoso dos soberanos da dinastia carolíngia. Ele foi responsável pela ampliação do território sob o domínio dos Francos, em três direções: para o sudoeste, em direção à Espanha, para sudeste, na Itália e para o leste, na Germânia. Carlos Magno teve o apoio da Igreja na sua empreitada por ampliar o território Franco, com o auxílio de missionários, iniciou-se um processo de cristianização à força, em que conversão e massacres caminhavam na mesma direção.
Em 25 de dezembro de 800, o Papa Leão III, que por ser perseguido por acusações de comportamentos imorais dependia da proteção de Carlos Magno, entrega o diadema imperial a Carlos Magno, numa cerimonia que seguia os mesmos ritos seguidos em Constantinopla para a Coroação Imperial. Doze anos mais tarde, Bizâncio reconhece oficialmente o restabelecimento do Império Ocidental.
Carlos Magno de fato se afirma com vigor na civilização do Ocidente Medieval, não só no período que foi imperador, mas também no legado que ficou posteriormente para a cultura. O Renascimento cultural em todos os sentidos lhe coube aperfeiçoar sua forma de governo, abrangendo a cultura e as artes por ter aprendido a ler diferentemente de outros imperadores do Ocidente, e ser também um amante das artes.

## A Dinastia após Carlos Magno
Após a morte de Carlos Magno quem assumiu o império foi o seu filho Luís I, o Piedoso. Esse apelido foi concebido exatamente pela criação da qual na moral cristã, assim conhecido como o contrário do que havia sido seu pai, Carlos, já que não tinha punho firme. A morte de Luís I (840) levou Lotário ao trono. Segundo a linha de sucessão, Lotário I por ser o mais velho teria direito a reivindicar o trono de Rei, fato que foi visto com descontentamento e até ódio pelos seus irmãos que juntos decidiram e selaram um acordo por escrito, esse chamado Juramento de Estrasburgo. Travando então uma guerra com o irmão mais velho para disputarem o império e assim ganharem poder e território. Saindo-se assim vencedores. Depois de um grande acordo o reino passa a ser divido em três, com o oeste para Carlos, o Calvo, o leste para Luís II e o centro para Lotário. Esse acordo ficou conhecido como Tratado de Verdun, responsável pela fragmentação gradativa da dinastia até que ela se perdesse entre tantos sucessores. Abrindo também um grande espaço para o surgimento da Sociedade Feudal com Hugo Capeto iniciando a dinastia dos capetíngios.
Todos os outros descendentes tiveram pouca importância para a história se comparado a Carlos Magno, já que o máximo que fizeram, segundo os documentos e os historiadores, foi promover a defesa de seus territórios. 

## A Crise do Mundo Carolíngio
Após a morte de Carlos Magno a unidade interna do Império foi se desfazendo. As brigas internas, as partilhas do império, a fragilidade das formações políticas após o período de Carlos Magno, são alguns dos motivos que levaram ao fim da dinastia Carolíngia.
As invasões também causam um grande impacto sobre o mundo carolíngio. As invasões dos Escandinavos, Sarracenos e Húngaros, mostram uma realidade de fragilidade na defesa do território conquistado.
No decorrer do século X os carolíngios foram sendo substituídos por outras dinastias no governo das muitas partes em que foram dividindo entre os herdeiros do império criado por Carlos Magno.

## Renascimento Carolíngio

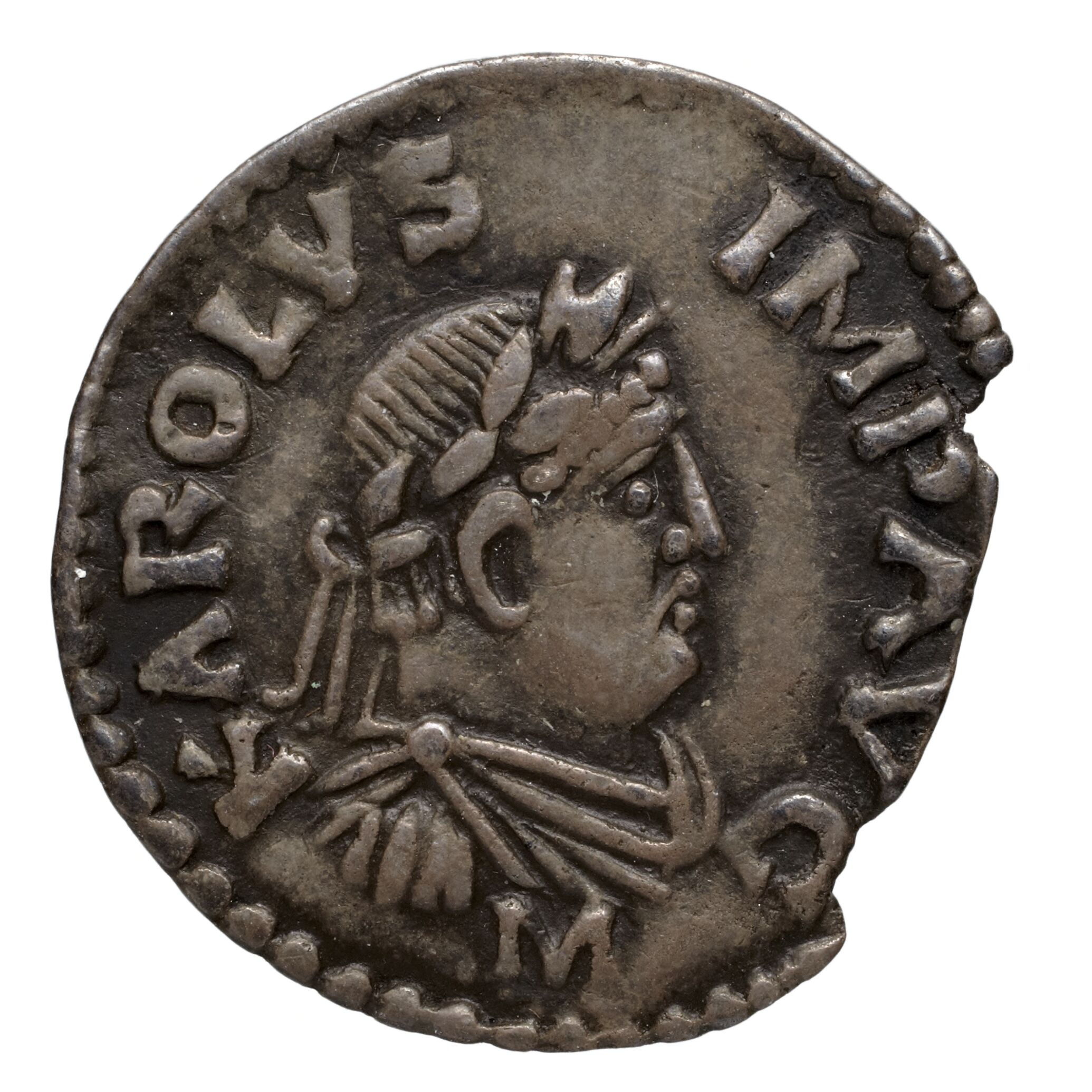
Moeda cunhada no período de Carlos Magno

O Renascimento carolíngio ou Renascença carolíngia foi resultado de uma série de pequenos renascimentos que permitiu uma redescoberta de textos da antiguidade, uma reforma na educação a partir do saber clássico e uma inspiração na arte romana antiga para a produção artística carolíngia.
O Renascimento carolíngio foi responsável por um verdadeiro renascimento administrativo e cultural através dos limites do Ocidente continental. O sistema de cunhagem de moedas foi padronizado, e recuperado seu controle central. Em muito próxima coordenação com a Igreja, a monarquia carolíngia patrocinou uma renovação da literatura, filosofia, arte e educação.
O legado deixado pela dita Renascença Carolíngia tem que ser visto com certo cuidado, já que o termo usa emprestado a alusão ao renascimento, porém, com as devidas ressalvas. É certo que Carlos Magno fez uma revolução a dar uma importância para as artes e criar escolas para que a população pudesse ser letrada, a partir do estilo clássico que tinha como base o trivium e o quadrivium. Esse, então, possibilitou que no futuro algumas dessas escolas se tornassem universidades medievais, dessa base construída por Carlos é que pode ter surgido a filosofia cristã, a escolástica. De certa forma o renascimento instigado por Carlos era situada majoritariamente na igreja já que os monges que atuaram de forma efetiva na tradução de livros para o latim e criação de novas artes, então, se era ligado à igreja é importante pautar que não se aproximavam tanto quanto se parece, já que as obras estavam ligadas fielmente a Deus.